# Rocinela affinis
Rocinela affinis is een pissebed uit de familie Aegidae. De wetenschappelijke naam van de soort is voor het eerst geldig gepubliceerd in 1904 door Richardson.